# Desafío Focus
O Desafío Focus (Desafio Focus) foi uma categoria de turismo monomarca disputada na Argentina de 2006 a 2008. A categoria foi criada em conjunto entre a Asociación Corredores de Turismo Carretera (ACTC) e a filial argentina da Ford. Se tratava de uma categoria escola para pilotos a nível nacional. A categoria corria em conjunto com a Turismo Carretera e TC Pista, dividindo calendário com estas categorias. O carro utilizado pela categoria era o Ford Focus Mk.I, propulsadas por motores Duratec by Berta 2.2 4-cil, preparados por Orestes Berta, gerando 256 cv (188 kW).
A categoria contava com três torneios ao longo da temporada, Clausura, Apertura e Nacional. A categoria foi encerrada em 2008, devido a Orestes Berta (preparador dos carros da categoria) fechar um contrato de exclusividade com a TC2000.

## Campeões
| Temporada | Campeonato      | Piloto              |
| --------- | --------------- | ------------------- |
| 2006      | Torneo Apertura | Juan Martín Trucco  |
| 2006      | Torneo Clausura | Daniel Grobocopatel |
| 2006      | Torneo Nacional | Gastón Vázquez      |
| 2007      | Torneo Apertura | Jonatan Aguilera    |
| 2007      | Torneo Clausura | Jonatan Aguilera    |
| 2007      | Torneo Nacional | Jonatan Aguilera    |
| 2008      | Torneo Apertura | Javier Russo        |
| 2008      | Torneo Clausura | Juan Martín Bruno   |
| 2008      | Torneo Nacional | Javier Russo        |